# Тета Геркулеса
Тета Геркулеса (лат. θ Herculis), 91 Геркулеса (лат. 91 Herculis), HD 163770 — двойная звезда в созвездии Геркулеса на расстоянии приблизительно 1 184 световых лет (около 363 парсек) от Солнца. Видимая звёздная величина звезды — +3,839m. Возраст звезды определён как около 70 млн лет.

## Характеристики
Первый компонент — оранжевый яркий гигант спектрального класса K1IIaCN2, или K1II+, или K1IIa, или K1II, или K0. Масса — около 6,353 солнечных, радиус — около 130,213 солнечных, светимость — около 6052,297 солнечных. Эффективная температура — около 4462 K.
Второй компонент — красный карлик спектрального класса M. Масса — около 349,51 юпитерианских (0,3336 солнечной). Удалён в среднем на 2,77 а.е..